# David Carnegie Road
Die David Carnegie Road ist eine Outbackpiste im Zentrum des australischen Bundesstaates Western Australia. Sie verbindet den Gunbarrel Highway südwestlich von Everard Junction mit der Great Central Road südwestlich des Tjukayirla Roadhouse.

## Namensherkunft
Die Straße wurde nach David Carnegie benannt.

## Verlauf
85 km südwestlich von Everard Junction, in der Mungilli Claypan Nature Reserve, zweigt die David Carnegie Road vom Gunbarrel Highway nach Süden ab und bildet die Fortsetzung des Eagle Highway nach Süden. Sie überquert die Ida Range und trifft ca. 15 km südwestlich des Tjukayirla Roadhouse auf die Great Central Road.

## Straßenzustand
Die David Carnegie Road ist auf ihrer gesamten Länge unbefestigt.